# دونالد سیمنیگتون
دونالد سیمنیگتون (انگلیسی: Donald Symington؛ ۳۰ اوت ۱۹۲۵ – ۲۴ ژوئیهٔ ۲۰۱۳ (۸۷ سال)) یک هنرپیشه اهل ایالات متحده آمریکا بود.